# Anneli Taina
Anneli Kristiina Taina, född 21 juni 1951 i Imatra, är en finländsk samlingspartistisk politiker. Hon var ledamot av Finlands riksdag mellan 1987 och 1999. Som Finlands försvarsminister tjänstgjorde hon i regeringen Lipponen I 1995–1999. Innan dess var hon bostadsminister i några månader i regeringen Aho.
Taina studerade till magister i samhällsvetenskaper och arbetade som socialarbetare. År 1972 gifte hon sig med Heikki Jorma Taina.
Taina efterträdde 1995 Jan-Erik Enestam som försvarsminister och efterträddes 1999 av företrädaren Enestam. Mellan 2004 och 2009 tjänstgjorde Taina som landshövding i Södra Finlands län.